# Wereldkampioenschap cricket 2019
Het wereldkampioenschap cricket van 2019 werd gehouden in Engeland en Wales. Het toernooi werd vanaf 30 mei tot 14 juli op elf verschillende locaties georganiseerd. Er deden in totaal 10 teams mee aan het toernooi. Engeland werd voor het eerst wereldkampioen.
Ten opzichte van de vorige editie deden vier landen minder mee. Alle tien landen speelden een keer tegen elkaar en de beste vier gingen door naar de halve finales. 

## Kwalificatie

Deelnemers aan het wk en landen die in de laatste fase uitgeschakeld werden
Gekwalificeerd als gastland
Gekwalificeerd via de wereldranglijst
Gekwalificeerd via de ICC World Cup Qualifier 2018
Uitgeschakeld in de ICC World Cup Qualifier 2018

Het gastland Engeland, waartoe ook Wales in het cricket hoort, was rechtstreeks geplaatst net als de beste zeven landen volgens de wereldranglijst van 30 september 2017 De resterende twee plaatsen werden ingevuld via de ICC World Cup Qualifier 2018. Uiteindelijk werden alle wk-plaatsen ingevuld door tien van de twaalf grote testnaties waarbij Ierland en Zimbabwe afvielen. Voor het eerst deed geen enkele niet-testnatie mee. 
| Wijze van kwalificatie       | Datum             | Locatie  | Aantal | Gekwalificeerd                                                          |
| ---------------------------- | ----------------- | -------- | ------ | ----------------------------------------------------------------------- |
| Gastland                     | 30 september 2006 | —        | 1      | Engeland                                                                |
| Wereldranglijst (ODI)        | 30 september 2017 | —        | 7      | Australië Bangladesh India Nieuw-Zeeland Pakistan Zuid-Afrika Sri Lanka |
| ICC World Cup Qualifier 2018 | 23 maart 2018     | Zimbabwe | 2      | Afghanistan West-Indië                                                  |
| Total                        |                   |          | 10     |                                                                         |

## Speelsteden
Op elf locaties in tien steden werden wedstrijden gehouden.
| Birmingham                              | Bristol                           | Cardiff            | Chester-le-Street |
| --------------------------------------- | --------------------------------- | ------------------ | --- |
| Edgbaston                               | Bristol County Ground             | Sophia Gardens     | Riverside Ground |
| Capaciteit: 25.000                      | Capaciteit: 17.500                | Capaciteit: 15.643 | Capaciteit: 17.000 |
| Wedstrijden: 5 (inclusief halve finale) | Wedstrijden: 3                    | Wedstrijden: 4     | Wedstrijden: 3 |
| Edgbaston Cricket Ground                | Bristol County Ground             | Sophia Gardens     | Riverside Ground |
| Leeds                                   | Londen                            | Londen             | · Birmingham Bristol Cardiff Chester-le-Street Leeds Nottingham Manchester Lord's Cricket Ground The Oval Southampton Taunton Speelsteden in Engeland and Wales |
| Headingley                              | Lord's Cricket Ground             | The Oval           | · Birmingham Bristol Cardiff Chester-le-Street Leeds Nottingham Manchester Lord's Cricket Ground The Oval Southampton Taunton Speelsteden in Engeland and Wales |
| Capaciteit: 18.350                      | Capaciteit: 30.000                | Capaciteit: 25.500 | · Birmingham Bristol Cardiff Chester-le-Street Leeds Nottingham Manchester Lord's Cricket Ground The Oval Southampton Taunton Speelsteden in Engeland and Wales |
| Wedstrijden: 4                          | Wedstrijden: 5 (inclusief finale) | Wedstrijden: 5     | · Birmingham Bristol Cardiff Chester-le-Street Leeds Nottingham Manchester Lord's Cricket Ground The Oval Southampton Taunton Speelsteden in Engeland and Wales |
| Headingley Cricket Ground               | Lord's                            | The Oval           | · Birmingham Bristol Cardiff Chester-le-Street Leeds Nottingham Manchester Lord's Cricket Ground The Oval Southampton Taunton Speelsteden in Engeland and Wales |
| Manchester                              | Nottingham                        | Southampton        | Taunton |
| Old Trafford                            | Trent Bridge                      | Rose Bowl          | County Ground |
| Capaciteit: 26.000                      | Capaciteit: 17.500                | Capaciteit: 25.000 | Capaciteit: 12.500 |
| Wedstrijden: 6 (inclusief halve finale) | Wedstrijden: 5                    | Wedstrijden: 5     | Wedstrijden: 3 |
| Old Trafford Cricket Ground             | Trent Bridge                      | Rose Bowl          | County Ground, Taunton |

## Wedstrijden

### Eerste ronde
Alle teams speelden een keer tegen elkaar. De beste vier plaatsen zich voor de halve finale. Bij een gelijk aantal punten geeft  het aantal gewonnen wedstrijden en vervolgens het Net Run Rate de doorslag.
| Pos. | Team          | Gesp. | W | V | G | GR | Ptn | NRR    |
| ---- | ------------- | ----- | - | - | - | -- | --- | ------ |
| 1    | India         | 9     | 7 | 1 | 0 | 1  | 15  | 0.809  |
| 2    | Australië     | 9     | 7 | 2 | 0 | 0  | 14  | 0.868  |
| 3    | Engeland      | 9     | 6 | 3 | 0 | 0  | 12  | 1.152  |
| 4    | Nieuw-Zeeland | 9     | 5 | 3 | 0 | 1  | 11  | 0.175  |
| 5    | Pakistan      | 9     | 5 | 3 | 0 | 1  | 11  | −0.430 |
| 6    | Sri Lanka     | 9     | 3 | 4 | 0 | 2  | 8   | −0.919 |
| 7    | Zuid-Afrika   | 9     | 3 | 5 | 0 | 1  | 7   | −0.030 |
| 8    | Bangladesh    | 9     | 3 | 5 | 0 | 1  | 7   | −0.410 |
| 9    | West-Indië    | 9     | 2 | 6 | 0 | 1  | 5   | −0.225 |
| 10   | Afghanistan   | 9     | 0 | 9 | 0 | 0  | 0   | −1.322 |

| 30 mei 2019 Scorecard | Engeland 311/8 (50 overs) | v | Zuid-Afrika 207 (39.5 overs) | England wint met 104 runs The Oval, Londen |
| 30 mei 2019 Scorecard |                           |   |                              | England wint met 104 runs The Oval, Londen |
|                       |                           |   |                              |                                            |

| 31 mei 2019 Scorecard | Pakistan 105 (21.4 overs) | v | West-Indië 108/3 (13.4 overs) | West Indies wint met 7 wickets Trent Bridge, Nottingham |
| 31 mei 2019 Scorecard |                           |   |                               | West Indies wint met 7 wickets Trent Bridge, Nottingham |
|                       |                           |   |                               |                                                         |

| 1 juni 2019 Scorecard | Sri Lanka 136 (29.2 overs) | v | Nieuw-Zeeland 137/0 (16.1 overs) | Nieuw-Zeeland wint met 10 wickets Sophia Gardens, Cardiff |
| 1 juni 2019 Scorecard |                            |   |                                  | Nieuw-Zeeland wint met 10 wickets Sophia Gardens, Cardiff |
|                       |                            |   |                                  |                                                           |

| 1 juni 2019 Scorecard | Afghanistan 207 (38.2 overs) | v | Australië 209/3 (34.5 overs) | Australië wint met 7 wickets County Ground, Bristol |
| 1 juni 2019 Scorecard |                              |   |                              | Australië wint met 7 wickets County Ground, Bristol |
|                       |                              |   |                              |                                                     |

| 2 juni 2019 Scorecard | Bangladesh 330/6 (50 overs) | v | Zuid-Afrika 309/8 (50 overs) | Bangladesh wint met 21 runs The Oval, Londen |
| 2 juni 2019 Scorecard |                             |   |                              | Bangladesh wint met 21 runs The Oval, Londen |
|                       |                             |   |                              |                                              |

| 3 juni 2019 Scorecard | Pakistan 348/8 (50 overs) | v | Engeland 334/9 (50 overs) | Pakistan wint met 14 runs Trent Bridge, Nottingham |
| 3 juni 2019 Scorecard |                           |   |                           | Pakistan wint met 14 runs Trent Bridge, Nottingham |
|                       |                           |   |                           |                                                    |

| 4 juni 2019 Scorecard | Sri Lanka 201 (36.5 overs) | v | Afghanistan 152 (32.4 overs) | Sri Lanka wint met 34 runs (DLS) Sophia Gardens, Cardiff |
| 4 juni 2019 Scorecard |                            |   |                              | Sri Lanka wint met 34 runs (DLS) Sophia Gardens, Cardiff |
|                       |                            |   |                              |                                                          |

| 5 juni 2019 Scorecard | Zuid-Afrika 227/9 (50 overs) | v | India 230/4 (47.3 overs) | India wint met 6 wickets Rose Bowl, Southampton |
| 5 juni 2019 Scorecard |                              |   |                          | India wint met 6 wickets Rose Bowl, Southampton |
|                       |                              |   |                          |                                                 |

| 5 juni 2019 Scorecard | Bangladesh 244 (49.2 overs) | v | Nieuw-Zeeland 248/8 (47.1 overs) | Nieuw-Zeeland wint met 2 wickets The Oval, Londen |
| 5 juni 2019 Scorecard |                             |   |                                  | Nieuw-Zeeland wint met 2 wickets The Oval, Londen |
|                       |                             |   |                                  |                                                   |

| 6 juni 2019 Scorecard | Australië 288 (49 overs) | v | West-Indië 273/9 (50 overs) | Australië wint met 15 runs Trent Bridge, Nottingham |
| 6 juni 2019 Scorecard |                          |   |                             | Australië wint met 15 runs Trent Bridge, Nottingham |
|                       |                          |   |                             |                                                     |

| 7 juni 2019 Scorecard | Pakistan | v | Sri Lanka | wedstrijd afgezegd County Ground, Bristol |
| 7 juni 2019 Scorecard |          |   |           | wedstrijd afgezegd County Ground, Bristol |
|                       |          |   |           |                                           |

| 8 juni 2019 Scorecard | Engeland 386/6 (50 overs) | v | Bangladesh 280 (48.5 overs) | England wint met 106 runs Sophia Gardens, Cardiff |
| 8 juni 2019 Scorecard |                           |   |                             | England wint met 106 runs Sophia Gardens, Cardiff |
|                       |                           |   |                             |                                                   |

| 8 juni 2019 Scorecard | Afghanistan 172 (41.1 overs) | v | Nieuw-Zeeland 173/3 (32.1 overs) | Nieuw-Zeeland wint met 7 wickets County Ground, Taunton |
| 8 juni 2019 Scorecard |                              |   |                                  | Nieuw-Zeeland wint met 7 wickets County Ground, Taunton |
|                       |                              |   |                                  |                                                         |

| 9 juni 2019 Scorecard | India 352/5 (50 overs) | v | Australië 316 (50 overs) | India wint met 36 runs The Oval, Londen |
| 9 juni 2019 Scorecard |                        |   |                          | India wint met 36 runs The Oval, Londen |
|                       |                        |   |                          |                                         |

| 10 juni 2019 Scorecard | Zuid-Afrika 29/2 (7.3 overs) | v | West-Indië | No result Rose Bowl, Southampton |
| 10 juni 2019 Scorecard |                              |   |            | No result Rose Bowl, Southampton |
|                        |                              |   |            |                                  |

| 11 juni 2019 Scorecard | Bangladesh | v | Sri Lanka | wedstrijd afgezegd County Ground, Bristol |
| 11 juni 2019 Scorecard |            |   |           | wedstrijd afgezegd County Ground, Bristol |
|                        |            |   |           |                                           |

| 12 juni 2019 Scorecard | Australië 307 (49 overs) | v | Pakistan 266 (45.4 overs) | Australië wint met 41 runs County Ground, Taunton |
| 12 juni 2019 Scorecard |                          |   |                           | Australië wint met 41 runs County Ground, Taunton |
|                        |                          |   |                           |                                                   |

| 13 juni 2019 Scorecard | India | v | Nieuw-Zeeland | wedstrijd afgezegd Trent Bridge, Nottingham |
| 13 juni 2019 Scorecard |       |   |               | wedstrijd afgezegd Trent Bridge, Nottingham |
|                        |       |   |               |                                             |

| 14 juni 2019 Scorecard | West-Indië 212 (44.4 overs) | v | Engeland 213/2 (33.1 overs) | England wint met 8 wickets Rose Bowl, Southampton |
| 14 juni 2019 Scorecard |                             |   |                             | England wint met 8 wickets Rose Bowl, Southampton |
|                        |                             |   |                             |                                                   |

| 15 juni 2019 Scorecard | Australië 334/7 (50 overs) | v | Sri Lanka 247 (45.5 overs) | Australië wint met 87 runs The Oval, Londen |
| 15 juni 2019 Scorecard |                            |   |                            | Australië wint met 87 runs The Oval, Londen |
|                        |                            |   |                            |                                             |

| 15 juni 2019 Scorecard | Afghanistan 125 (34.1 overs) | v | Zuid-Afrika 131/1 (28.4 overs) | Zuid-Afrika wint met 9 wickets (DLS) Sophia Gardens, Cardiff |
| 15 juni 2019 Scorecard |                              |   |                                | Zuid-Afrika wint met 9 wickets (DLS) Sophia Gardens, Cardiff |
|                        |                              |   |                                |                                                              |

| 16 juni 2019 Scorecard | India 336/5 (50 overs) | v | Pakistan 212/6 (40 overs) | India wint met 89 runs (DLS) Old Trafford, Manchester |
| 16 juni 2019 Scorecard |                        |   |                           | India wint met 89 runs (DLS) Old Trafford, Manchester |
|                        |                        |   |                           |                                                       |

| 17 juni 2019 Scorecard | West-Indië 321/8 (50 overs) | v | Bangladesh 322/3 (41.3 overs) | Bangladesh wint met 7 wickets County Ground, Taunton |
| 17 juni 2019 Scorecard |                             |   |                               | Bangladesh wint met 7 wickets County Ground, Taunton |
|                        |                             |   |                               |                                                      |

| 18 juni 2019 Scorecard | Engeland 397/6 (50 overs) | v | Afghanistan 247/8 (50 overs) | England wint met 150 runs Old Trafford, Manchester |
| 18 juni 2019 Scorecard |                           |   |                              | England wint met 150 runs Old Trafford, Manchester |
|                        |                           |   |                              |                                                    |

| 19 juni 2019 Scorecard | Zuid-Afrika 241/6 (49 overs) | v | Nieuw-Zeeland 245/6 (48.3 overs) | Nieuw-Zeeland wint met 4 wickets Edgbaston, Birmingham |
| 19 juni 2019 Scorecard |                              |   |                                  | Nieuw-Zeeland wint met 4 wickets Edgbaston, Birmingham |
|                        |                              |   |                                  |                                                        |

| 20 juni 2019 Scorecard | Australië 381/5 (50 overs) | v | Bangladesh 333/8 (50 overs) | Australië wint met 48 runs Trent Bridge, Nottingham |
| 20 juni 2019 Scorecard |                            |   |                             | Australië wint met 48 runs Trent Bridge, Nottingham |
|                        |                            |   |                             |                                                     |

| 21 juni 2019 Scorecard | Sri Lanka 232/9 (50 overs) | v | Engeland 212 (47 overs) | Sri Lanka wint met 20 runs Headingley, Leeds |
| 21 juni 2019 Scorecard |                            |   |                         | Sri Lanka wint met 20 runs Headingley, Leeds |
|                        |                            |   |                         |                                              |

| 22 juni 2019 Scorecard | India 224/8 (50 overs) | v | Afghanistan 213 (49.5 overs) | India wint met 11 runs Rose Bowl, Southampton |
| 22 juni 2019 Scorecard |                        |   |                              | India wint met 11 runs Rose Bowl, Southampton |
|                        |                        |   |                              |                                               |

| 22 juni 2019 Scorecard | Nieuw-Zeeland 291/8 (50 overs) | v | West-Indië 286 (49 overs) | Nieuw-Zeeland wint met 5 runs Old Trafford, Manchester |
| 22 juni 2019 Scorecard |                                |   |                           | Nieuw-Zeeland wint met 5 runs Old Trafford, Manchester |
|                        |                                |   |                           |                                                        |

| 23 juni 2019 Scorecard | Pakistan 308/7 (50 overs) | v | Zuid-Afrika 259/9 (50 overs) | Pakistan wint met 49 runs Lord's Cricket Ground, Londen |
| 23 juni 2019 Scorecard |                           |   |                              | Pakistan wint met 49 runs Lord's Cricket Ground, Londen |
|                        |                           |   |                              |                                                         |

| 24 juni 2019 Scorecard | Bangladesh 262/7 (50 overs) | v | Afghanistan 200 (47 overs) | Bangladesh wint met 62 runs Rose Bowl, Southampton |
| 24 juni 2019 Scorecard |                             |   |                            | Bangladesh wint met 62 runs Rose Bowl, Southampton |
|                        |                             |   |                            |                                                    |

| 25 juni 2019 Scorecard | Australië 285/7 (50 overs) | v | Engeland 221 (44.4 overs) | Australië wint met 64 runs Lord's Cricket Ground, Londen |
| 25 juni 2019 Scorecard |                            |   |                           | Australië wint met 64 runs Lord's Cricket Ground, Londen |
|                        |                            |   |                           |                                                          |

| 26 juni 2019 Scorecard | Nieuw-Zeeland 237/6 (50 overs) | v | Pakistan 241/4 (49.1 overs) | Pakistan wint met 6 wickets Edgbaston, Birmingham |
| 26 juni 2019 Scorecard |                                |   |                             | Pakistan wint met 6 wickets Edgbaston, Birmingham |
|                        |                                |   |                             |                                                   |

| 27 juni 2019 Scorecard | India 268/7 (50 overs) | v | West-Indië 143 (34.2 overs) | India wint met 125 runs Old Trafford, Manchester |
| 27 juni 2019 Scorecard |                        |   |                             | India wint met 125 runs Old Trafford, Manchester |
|                        |                        |   |                             |                                                  |

| 28 juni 2019 Scorecard | Sri Lanka 203 (49.3 overs) | v | Zuid-Afrika 206/1 (37.2 overs) | Zuid-Afrika wint met 9 wickets Riverside Ground, Chester-le-Street |
| 28 juni 2019 Scorecard |                            |   |                                | Zuid-Afrika wint met 9 wickets Riverside Ground, Chester-le-Street |
|                        |                            |   |                                |                                                                    |

| 29 juni 2019 Scorecard | Afghanistan 227/9 (50 overs) | v | Pakistan 230/7 (49.4 overs) | Pakistan wint met 3 wickets Headingley, Leeds |
| 29 juni 2019 Scorecard |                              |   |                             | Pakistan wint met 3 wickets Headingley, Leeds |
|                        |                              |   |                             |                                               |

| 29 juni 2019 Scorecard | Australië 243/9 (50 overs) | v | Nieuw-Zeeland 157 (43.4 overs) | Australië wint met 86 runs Lord's Cricket Ground, Londen |
| 29 juni 2019 Scorecard |                            |   |                                | Australië wint met 86 runs Lord's Cricket Ground, Londen |
|                        |                            |   |                                |                                                          |

| 30 juni 2019 Scorecard | Engeland 337/7 (50 overs) | v | India 306/5 (50 overs) | England wint met 31 runs Edgbaston, Birmingham |
| 30 juni 2019 Scorecard |                           |   |                        | England wint met 31 runs Edgbaston, Birmingham |
|                        |                           |   |                        |                                                |

| 1 juli 2019 Scorecard | Sri Lanka 338/6 (50 overs) | v | West-Indië 315/9 (50 overs) | Sri Lanka wint met 23 runs Riverside Ground, Chester-le-Street |
| 1 juli 2019 Scorecard |                            |   |                             | Sri Lanka wint met 23 runs Riverside Ground, Chester-le-Street |
|                       |                            |   |                             |                                                                |

| 2 juli 2019 Scorecard | India 314/9 (50 overs) | v | Bangladesh 286 (48 overs) | India wint met 28 runs Edgbaston, Birmingham |
| 2 juli 2019 Scorecard |                        |   |                           | India wint met 28 runs Edgbaston, Birmingham |
|                       |                        |   |                           |                                              |

| 3 juli 2019 Scorecard | Engeland 305/8 (50 overs) | v | Nieuw-Zeeland 186 (45 overs) | England wint met 119 runs Riverside Ground, Chester-le-Street |
| 3 juli 2019 Scorecard |                           |   |                              | England wint met 119 runs Riverside Ground, Chester-le-Street |
|                       |                           |   |                              |                                                               |

| 4 juli 2019 Scorecard | West-Indië 311/6 (50 overs) | v | Afghanistan 288 (50 overs) | West Indies wint met 23 runs Headingley, Leeds |
| 4 juli 2019 Scorecard |                             |   |                            | West Indies wint met 23 runs Headingley, Leeds |
|                       |                             |   |                            |                                                |

| 5 juli 2019 Scorecard | Pakistan 315/9 (50 overs) | v | Bangladesh 221 (44.1 overs) | Pakistan wint met 94 runs Lord's Cricket Ground, Londen |
| 5 juli 2019 Scorecard |                           |   |                             | Pakistan wint met 94 runs Lord's Cricket Ground, Londen |
|                       |                           |   |                             |                                                         |

| 6 juli 2019 Scorecard | Sri Lanka 264/7 (50 overs) | v | India 265/3 (43.3 overs) | India wint met 7 wickets Headingley, Leeds |
| 6 juli 2019 Scorecard |                            |   |                          | India wint met 7 wickets Headingley, Leeds |
|                       |                            |   |                          |                                            |

| 6 juli 2019 Scorecard | Zuid-Afrika 325/6 (50 overs) | v | Australië 315 (49.5 overs) | Zuid-Afrika wint met 10 runs Old Trafford, Manchester |
| 6 juli 2019 Scorecard |                              |   |                            | Zuid-Afrika wint met 10 runs Old Trafford, Manchester |
|                       |                              |   |                            |                                                       |

### Halve finale
| 9–10 juli 2019 Scorecard | Nieuw-Zeeland 239/8 (50 overs) | v | India 221 (49.3 overs) | Nieuw-Zeeland wint met 18 runs Old Trafford, Manchester |
| 9–10 juli 2019 Scorecard |                                |   |                        | Nieuw-Zeeland wint met 18 runs Old Trafford, Manchester |
|                          |                                |   |                        |                                                         |

| 11 juli 2019 Scorecard | Australië 223 (49 overs) | v | Engeland 226/2 (32.1 overs) | England wint met 8 wickets Edgbaston, Birmingham |
| 11 juli 2019 Scorecard |                          |   |                             | England wint met 8 wickets Edgbaston, Birmingham |
|                        |                          |   |                             |                                                  |

### Finale
| 14 juli 2019 Scorecard                                                                                          | Nieuw-Zeeland 241/8 (50 overs) | v | Engeland 241 (50 overs) | gelijk Lord's Cricket Ground, London |
| 14 juli 2019 Scorecard                                                                                          |                                |   |                         | gelijk Lord's Cricket Ground, London |
| - Super Over: Engeland 15/0, Nieuw-Zeeland 15/1. - Engeland wint vanwege de boundary count back rule (26–17).'' |                                |   |                         |                                      |

Regulier wereldkampioenschap (One Day International)
Wereldkampioenschap Twenty20

Wereldkampioenschap testcricket